# Список наград и номинаций фильма «Кролик Джоджо»
«Кро́лик Джо́джо» (англ. Jojo Rabbit) — американо-новозеландско-чешский комедийно-драматический фильм сценариста и режиссёра Тайки Вайтити, основанный на книге Кристин Лёненс «Птица в клетке». Роман Гриффин Дэвис сыграл Йоханнеса «Джоджо» Бетцлера, десятилетнего члена Гитлерюгенда, который обнаруживает, что его мать Рози (Скарлетт Йоханссон) прячет на чердаке их дома девочку-еврейку Эльзу (Томасин Маккензи). Мальчик начинает сомневаться в своих взглядах на мир, изредка общаясь со своим воображаемым другом, причудливой версией Адольфа Гитлера (Вайтити). Также в фильме снимались Сэм Рокуэлл, Ребел Уилсон, Стивен Мерчант и Алфи Аллен.
Премьера «Кролика Джоджо» состоялась 8 сентября 2019 года на 44-м Кинофестивале в Торонто, где картина получила приз зрительских симпатий. 18 октября компания Fox Searchlight Pictures выпустила фильм в США в пяти кинотеатрах, с каждой неделей увеличивая число экранов. Премьера в Новой Зеландии состоялась 24 октября, а в большинстве других стран — в январе—феврале 2020 года. При бюджете в $ 14 млн фильм заработал $ 90,3 млн в период основного проката, а с ре-релизом в Новой Зеландии в 2023 году цифра выросла до $ 93,6 млн. Проект получил смешанные отзывы от критиков. Одни остались довольны сатирой и юмором, похвалив также сценарий и игру актёров. Другие же сетовали на то, как фильм подаёт деликатность выбранной темы, обращая внимание на жанр комедии, неподобающий тон и исторические неточности. По данным агрегатора Rotten Tomatoes, 80 % из 429 обзоров были положительными, со средней оценкой 6,9 из 10. На Metacritic средневзвешенная оценка фильма составляет 58 баллов из 100 на основе 57 рецензий, что соответствует критерию «смешанные или средние отзывы».
«Кролик Джоджо» получил множество наград и номинаций в различных категориях, причём особого внимания удостоились сценарий, актёрские работы и постановка. Фильм был номинирован на премию «Оскар» в шести категориях, включая «Лучший фильм». Вайтити получил награду за лучший адаптированный сценарий; он — первый потомок коренных народов, ставший лауреатом «Оскара». Такой же награды Вайтити удостоился на 73-й церемонии вручения премии BAFTA, где проект также получил шесть номинаций. Роман Гриффин Дэвис получил премию «Выбор критиков» в категории «Лучший молодой актёр или актриса». Фильм также удостоился двух номинаций на «Золотой глобус» и премии «Грэмми» за лучший альбом, являющийся компиляционным саундтреком для визуальных медиа. Американский институт киноискусства и Национальный совет кинокритиков США включили «Кролика Джоджо» в свои списки десяти лучших фильмов 2019 года.

## Награды и номинации
| Награда                                                  | Дата вручения    | Категория                                                               | Номинанты и получатели | Результат     | Пр.           |
| -------------------------------------------------------- | ---------------- | ----------------------------------------------------------------------- | --- | ------------- | ------------- |
| Международная премия AACTA                               | 3 января 2020    | «Лучший сценарий»                                                       | Тайка Вайтити | Победа        | [ 27 ]        |
| «Оскар»                                                  | 9 февраля 2020   | «Лучший фильм»                                                          | Кэртхью Нил, Тайка Вайтити и Челси Уинстэнли                                                                                     | Номинация     | [ 28 ] [ 29 ] |
| «Оскар»                                                  | 9 февраля 2020   | «Лучшая актриса второго плана»                                          | Скарлетт Йоханссон | Номинация     | [ 28 ] [ 29 ] |
| «Оскар»                                                  | 9 февраля 2020   | «Лучший адаптированный сценарий»                                        | Тайка Вайтити | Победа        | [ 28 ] [ 29 ] |
| «Оскар»                                                  | 9 февраля 2020   | «Лучший дизайн костюмов»                                                | Майес К. Рубео | Номинация     | [ 28 ] [ 29 ] |
| «Оскар»                                                  | 9 февраля 2020   | «Лучший монтаж»                                                         | Том Иглз | Номинация     | [ 28 ] [ 29 ] |
| «Оскар»                                                  | 9 февраля 2020   | «Лучшая работа художника-постановщика»                                  | Ра Винсент и Нора Сопкова | Номинация     | [ 28 ] [ 29 ] |
| Премия Альянса женщин-киножурналистов                    | 10 января 2020   | «Лучший фильм»                                                          | «Кролик Джоджо» | Номинация     | [ 30 ]        |
| Премия Альянса женщин-киножурналистов                    | 10 января 2020   | «Лучший адаптированный сценарий»                                        | Тайка Вайтити | Номинация     | [ 30 ]        |
| Премия Американской ассоциации монтажёров                | 17 января 2020   | «Лучший монтаж полнометражного фильма (комедия или мюзикл)»             | Том Иглз | Победа        | [ 31 ]        |
| Премия Американского института киноискусства             | 3 января 2020    | «Десять лучших фильмов года»                                            | «Кролик Джоджо» | Победа        | [ 32 ]        |
| Премия Гильдии художников-постановщиков США              | 1 февраля 2020   | «Лучшая работа художника-постановщика в историческом фильме»            | Ра Винсент | Номинация     | [ 33 ]        |
| Artios Awards                                            | 30 января 2020   | «Студийный или независимый фильм — комедия»                             | Дес Хэмилтон | Победа        | [ 34 ]        |
| Премия Ассоциации кинокритиков Остина                    | 7 января 2020    | «Лучший фильм»                                                          | «Кролик Джоджо» | Восьмое место | [ 35 ] [ 36 ] |
| Премия Ассоциации кинокритиков Остина                    | 7 января 2020    | «Лучшая актриса второго плана»                                          | Скарлетт Йоханссон | Номинация     | [ 35 ] [ 36 ] |
| Премия Ассоциации кинокритиков Остина                    | 7 января 2020    | «Лучший адаптированный сценарий»                                        | Тайка Вайтити | Номинация     | [ 35 ] [ 36 ] |
| «Бодиль»                                                 | 28 мая 2021      | «Лучший американский фильм»                                             | «Кролик Джоджо» | Номинация     | [ 37 ]        |
| BAFTA                                                    | 2 февраля 2020   | «Лучшая актриса второго плана»                                          | Скарлетт Йоханссон | Номинация     | [ 38 ] [ 39 ] |
| BAFTA                                                    | 2 февраля 2020   | «Лучший адаптированный сценарий»                                        | Тайка Вайтити | Победа        | [ 38 ] [ 39 ] |
| BAFTA                                                    | 2 февраля 2020   | «Лучший дизайн костюмов»                                                | Майес К. Рубео | Номинация     | [ 38 ] [ 39 ] |
| BAFTA                                                    | 2 февраля 2020   | «Лучший монтаж»                                                         | Том Иглз | Номинация     | [ 38 ] [ 39 ] |
| BAFTA                                                    | 2 февраля 2020   | «Лучшая музыка к фильму»                                                | Майкл Джаккино | Номинация     | [ 38 ] [ 39 ] |
| BAFTA                                                    | 2 февраля 2020   | «Лучшая работа художника-постановщика»                                  | Ра Винсент и Нора Сопкова | Номинация     | [ 38 ] [ 39 ] |
| Премия Ассоциации кинокритиков Чикаго                    | 14 декабря 2019  | «Самый многообещающий актёр»                                            | Роман Гриффин Дэвис | Номинация     | [ 30 ] [ 40 ] |
| Премия Ассоциации кинокритиков Чикаго                    | 14 декабря 2019  | «Лучший адаптированный сценарий»                                        | Тайка Вайтити | Номинация     | [ 30 ] [ 40 ] |
| «Хлотрудис»                                              | 25 марта 2020    | «Лучшее использование музыки в кино»                                    | Майкл Джаккино | Номинация     | [ 41 ]        |
| Премия фонда Cinema for Peace                            | 23 февраля 2020  | «Самый важный фильм года»                                               | «Кролик Джоджо» | Номинация     | [ 42 ]        |
| Международный кинофестиваль в Корке                      | 17 ноября 2019   | «Приз публики»                                                          | Майес К. Рубео | Номинация     | [ 43 ]        |
| Премия Гильдии художников по костюмам                    | 28 января 2020   | «Лучший дизайн костюмов в историческом фильме»                          | Майес К. Рубео | Победа        | [ 44 ]        |
| «Выбор критиков»                                         | 12 января 2020   | «Лучший фильм»                                                          | «Кролик Джоджо» | Номинация     | [ 45 ] [ 46 ] |
| «Выбор критиков»                                         | 12 января 2020   | «Лучшая актриса второго плана»                                          | Скарлетт Йоханссон | Номинация     | [ 45 ] [ 46 ] |
| «Выбор критиков»                                         | 12 января 2020   | «Лучший молодой актёр или актриса»                                      | Роман Гриффин Дэвис | Победа        | [ 45 ] [ 46 ] |
| «Выбор критиков»                                         | 12 января 2020   | «Лучший молодой актёр или актриса»                                      | Томасин Маккензи | Номинация     | [ 45 ] [ 46 ] |
| «Выбор критиков»                                         | 12 января 2020   | «Лучший молодой актёр или актриса»                                      | Арчи Йейтс | Номинация     | [ 45 ] [ 46 ] |
| «Выбор критиков»                                         | 12 января 2020   | «Лучший адаптированный сценарий»                                        | Тайка Вайтити | Номинация     | [ 45 ] [ 46 ] |
| «Выбор критиков»                                         | 12 января 2020   | «Лучшая комедия»                                                        | «Кролик Джоджо» | Номинация     | [ 45 ] [ 46 ] |
| Премия Ассоциации кинокритиков Далласа и Форт-Уэрта      | 16 декабря 2019  | «Лучший фильм»                                                          | «Кролик Джоджо» | Шестое место  | [ 30 ]        |
| Премия Общества кинокритиков Детройта                    | 9 декабря 2019   | «Лучший фильм»                                                          | «Кролик Джоджо» | Номинация     | [ 30 ]        |
| Премия Общества кинокритиков Детройта                    | 9 декабря 2019   | «Лучший режиссёр»                                                       | Тайка Вайтити | Номинация     | [ 30 ]        |
| Премия Общества кинокритиков Детройта                    | 9 декабря 2019   | «Лучшая актриса второго плана»                                          | Скарлетт Йоханссон | Номинация     | [ 30 ]        |
| Премия Гильдии режиссёров Америки                        | 25 января 2020   | «Лучший режиссёр — художественный фильм»                                | Тайка Вайтити | Номинация     | [ 47 ]        |
| Fantastic Fest                                           | 25 сентября 2019 | «Приз публики»                                                          | «Кролик Джоджо» | Третье место  | [ 48 ]        |
| Премия Общества кинокритиков Флориды                     | 23 декабря 2019  | «Лучшая актриса второго плана»                                          | Скарлетт Йоханссон | Номинация     | [ 49 ]        |
| Премия Общества кинокритиков Флориды                     | 23 декабря 2019  | «Лучший адаптированный сценарий»                                        | Тайка Вайтити | Номинация     | [ 49 ]        |
| Премия Общества кинокритиков Флориды                     | 23 декабря 2019  | «Премия Полин Кейл за главный прорыв»                                   | Роман Гриффин Дэвис | Номинация     | [ 49 ]        |
| Премия Ассоциации кинокритиков Джорджии                  | 10 января 2020   | «Лучший адаптированный сценарий»                                        | Тайка Вайтити | Номинация     | [ 50 ]        |
| «Золотой глобус»                                         | 5 января 2020    | «Лучший фильм — комедия или мюзикл»                                     | «Кролик Джоджо» | Номинация     | [ 51 ] [ 52 ] |
| «Золотой глобус»                                         | 5 января 2020    | «Лучший актёр — комедия или мюзикл»                                     | Роман Гриффин Дэвис | Номинация     | [ 51 ] [ 52 ] |
| «Золотая панда»                                          | 20 сентября 2023 | «Лучший фильм»                                                          | «Кролик Джоджо» | Победа        | [ 53 ]        |
| «Золотая панда»                                          | 20 сентября 2023 | «Лучший режиссёр — кинофильм»                                           | Тайка Вайтити | Номинация     | [ 53 ]        |
| «Золотая панда»                                          | 20 сентября 2023 | «Лучшая музыка — кинофильм»                                             | Майкл Джаккино | Победа        | [ 53 ]        |
| «Золотая панда»                                          | 20 сентября 2023 | «Лучший сценарий — кинофильм»                                           | Тайка Вайтити | Номинация     | [ 53 ]        |
| Golden Reel Awards                                       | 19 января 2020   | «Лучший звуковой монтаж в художественном фильме — диалоги и перезапись» | Ай Лин Ли, Тобиаш Попп, Сьюзан Доуз, Дэвид В. Батлер и Хелен Латтрелл                                                            | Номинация     | [ 54 ] [ 55 ] |
| Golden Reel Awards                                       | 19 января 2020   | «Лучший монтаж звука — визуальные эффекты / фоли»                       | Пол Апельгрен | Победа        | [ 54 ] [ 55 ] |
| «Золотой трейлер»                                        | 22 июля 2021     | «Лучшая комедия»                                                        | Searchlight Pictures и Mark Woollen & Associates («Imaginary»)                                                                   | Номинация     | [ 56 ]        |
| «Золотой трейлер»                                        | 22 июля 2021     | «Лучший независимый трейлер»                                            | Searchlight Pictures и Motive («Teaser»)                                                                                         | Номинация     | [ 56 ]        |
| «Золотой трейлер»                                        | 22 июля 2021     | «Лучший тизер»                                                          | Searchlight Pictures и Motive («Teaser»)                                                                                         | Победа        | [ 56 ]        |
| «Золотой трейлер»                                        | 22 июля 2021     | «Лучший ТВ-ролик комедии (кинофильм)»                                   | Searchlight Pictures и Motive («Bedtime Stories»)                                                                                | Номинация     | [ 56 ]        |
| «Золотой трейлер»                                        | 22 июля 2021     | «Лучший ТВ-ролик комедии (кинофильм)»                                   | Searchlight Pictures и Mark Woollen & Associates («Unsinn»)                                                                      | Номинация     | [ 56 ]        |
| «Золотой трейлер»                                        | 22 июля 2021     | «Лучшая графика в ТВ-ролике (кинофильм)»                                | Searchlight Pictures и Mark Woollen & Associates («Unsinn»)                                                                      | Победа        | [ 56 ]        |
| «Золотой трейлер»                                        | 22 июля 2021     | «Лучший независимый ТВ-ролик (кинофильм)»                               | Searchlight Pictures и Mark Woollen & Associates («Unsinn»)                                                                      | Номинация     | [ 56 ]        |
| «Золотой трейлер»                                        | 22 июля 2021     | «Лучший независимый ТВ-ролик (кинофильм)»                               | Searchlight Pictures и Motive («What Is This»)                                                                                   | Номинация     | [ 56 ]        |
| «Золотой трейлер»                                        | 22 июля 2021     | «Самый оригинальный ТВ-ролик (кинофильм)»                               | Searchlight Pictures и Motive («Bedtime Stories»)                                                                                | Победа        | [ 56 ]        |
| «Золотой трейлер»                                        | 22 июля 2021     | «Лучший постер комедии»                                                 | Searchlight Pictures, Lindeman & Associates и Eclipse («Cast Poster»)                                                            | Победа        | [ 56 ]        |
| «Золотой трейлер»                                        | 22 июля 2021     | «Лучшая вирусная реклама кинофильма»                                    | Searchlight Pictures («Downfall Meme»)                                                                                           | Победа        | [ 56 ]        |
| «Золотой трейлер»                                        | 22 июля 2021     | «Лучший комедийно-драматический трейлер-байт для кинофильма»            | Searchlight Pictures, Motive и Чэнь Лян («Fairy Tales with Shitler»)                                                             | Победа        | [ 56 ]        |
| «Грэмми»                                                 | 14 марта 2021    | «Лучший компиляционный саундтрек для визуальных медиа»                  | Jojo Rabbit (различные исполнители)                                                                                              | Победа        | [ 57 ]        |
| Grande Prêmio do Cinema Brasileiro                       | 28 ноября 2021   | «Лучший иностранный фильм»                                              | «Кролик Джоджо» | Победа        | [ 58 ]        |
| Премия Ассоциации критиков Голливуда                     | 9 января 2020    | «Лучший фильм»                                                          | «Кролик Джоджо» | Номинация     | [ 59 ] [ 60 ] |
| Премия Ассоциации критиков Голливуда                     | 9 января 2020    | «Лучший режиссёр»                                                       | Тайка Вайтити | Номинация     | [ 59 ] [ 60 ] |
| Премия Ассоциации критиков Голливуда                     | 9 января 2020    | «Лучший адаптированный сценарий»                                        | Тайка Вайтити | Победа        | [ 59 ] [ 60 ] |
| Премия Ассоциации критиков Голливуда                     | 9 января 2020    | «Лучший актёр или актриса в возрасте до 23 лет»                         | Роман Гриффин Дэвис | Номинация     | [ 59 ] [ 60 ] |
| Премия Ассоциации критиков Голливуда                     | 9 января 2020    | «Лучший актёр или актриса в возрасте до 23 лет»                         | Томасин Маккензи | Номинация     | [ 59 ] [ 60 ] |
| Hollywood Film Awards                                    | 3 ноября 2019    | «Голливудская операторская работа»                                      | Михай Мэлаймаре-младший | Победа        | [ 61 ]        |
| Hollywood Film Awards                                    | 3 ноября 2019    | «Голливудская работа художника-постановщика»                            | Ра Винсент | Победа        | [ 61 ]        |
| Hollywood Music in Media Awards                          | 23 ноября 2019   | «Лучшая оригинальная музыка — полнометражный фильм»                     | Майкл Джаккино | Номинация     | [ 62 ]        |
| Премия Голливудской ассоциации профессионалов            | 19 ноября 2020   | «Лучшая градация цветов — кинофильм»                                    | Тим Стипан (Company 3) | Номинация     | [ 63 ]        |
| Премия Голливудской ассоциации профессионалов            | 19 ноября 2020   | «Лучший монтаж — кинофильм»                                             | Том Иглз | Номинация     | [ 63 ]        |
| Премия Общества кинокритиков Хьюстона                    | 2 января 2020    | «Лучший фильм»                                                          | «Кролик Джоджо» | Номинация     | [ 64 ] [ 65 ] |
| Премия Общества кинокритиков Хьюстона                    | 2 января 2020    | «Лучшая актриса второго плана»                                          | Скарлетт Йоханссон | Номинация     | [ 64 ] [ 65 ] |
| Humanitas Prize                                          | 24 января 2020   | «Художественный фильм — комедия или мюзикл»                             | «Кролик Джоджо» | Победа        | [ 66 ]        |
| Опрос критиков IndieWire                                 | 16 декабря 2019  | «Лучшая актриса»                                                        | Скарлетт Йоханссон | Второе место  | [ 67 ]        |
| Премия Международной ассоциации музыкальных кинокритиков | 20 февраля 2020  | «Лучшая музыка к комедийному фильму»                                    | Майкл Джаккино | Победа        | [ 68 ]        |
| Международный кинофестиваль в Лидсе                      | 11 ноября 2019   | «Приз публики — художественный фильм»                                   | «Кролик Джоджо» | Победа        | [ 69 ]        |
| Премия Гильдии локейшн-менеджеров                        | 24 октября 2020  | «Лучшие локации в историческом фильме»                                  | Ян Адлер | Номинация     | [ 70 ]        |
| Премия Лондонской ассоциации кинокритиков                | 30 января 2020   | «Молодой британский / ирландский актёр года»                            | Роман Гриффин Дэвис | Номинация     | [ 71 ]        |
| Премия Национального совета кинокритиков США             | 3 декабря 2019   | «Десять лучших фильмов»                                                 | «Кролик Джоджо» | Победа        | [ 72 ]        |
| Премия Общества онлайн-кинокритиков Нью-Йорка            | 7 декабря 2019   | «Десять лучших фильмов года»                                            | «Кролик Джоджо» | Победа        | [ 73 ]        |
| Премия Общества онлайн-кинокритиков                      | 6 января 2020    | «Лучший фильм»                                                          | «Кролик Джоджо» | Десятое место | [ 74 ]        |
| Премия Общества онлайн-кинокритиков                      | 6 января 2020    | «Лучший адаптированный сценарий»                                        | Тайка Вайтити | Номинация     | [ 74 ]        |
| Премия Гильдии продюсеров США                            | 18 января 2020   | «Лучший театральный фильм»                                              | «Кролик Джоджо» | Номинация     | [ 75 ]        |
| Премия Общества кинокритиков Сан-Диего                   | 9 декабря 2019   | «Лучшая актриса второго плана»                                          | Томасин Маккензи | Номинация     | [ 76 ] [ 77 ] |
| Премия Общества кинокритиков Сан-Диего                   | 9 декабря 2019   | «Лучшая комедийная роль»                                                | Тайка Вайтити | Второе место  | [ 76 ] [ 77 ] |
| Премия Общества кинокритиков Сан-Диего                   | 9 декабря 2019   | «Лучшая комедийная роль»                                                | Сэм Рокуэлл | Номинация     | [ 76 ] [ 77 ] |
| Премия Общества кинокритиков Сан-Диего                   | 9 декабря 2019   | «Лучший адаптированный сценарий»                                        | Тайка Вайтити | Номинация     | [ 76 ] [ 77 ] |
| Премия Общества кинокритиков Сан-Диего                   | 9 декабря 2019   | «Лучшее использование музыки»                                           | «Кролик Джоджо» | Второе место  | [ 76 ] [ 77 ] |
| Премия Общества кинокритиков Сан-Диего                   | 9 декабря 2019   | «Прорыв года»                                                           | Роман Гриффин Дэвис | Номинация     | [ 76 ] [ 77 ] |
| Премия Общества кинокритиков залива Сан-Франциско        | 16 декабря 2019  | «Лучший адаптированный сценарий»                                        | Тайка Вайтити | Победа        | [ 78 ]        |
| Премия Общества кинокритиков залива Сан-Франциско        | 16 декабря 2019  | «Лучшая актриса второго плана»                                          | Скарлетт Йоханссон | Номинация     | [ 78 ]        |
| «Спутник»                                                | 19 декабря 2019  | «Лучший актёр — комедия или мюзикл»                                     | Тайка Вайтити | Номинация     | [ 79 ]        |
| «Спутник»                                                | 19 декабря 2019  | «Лучший адаптированный сценарий»                                        | Тайка Вайтити | Номинация     | [ 79 ]        |
| «Сатурн»                                                 | 26 октября 2021  | «Лучший иностранный фильм»                                              | «Кролик Джоджо» | Номинация     | [ 80 ]        |
| «Сатурн»                                                 | 26 октября 2021  | «Лучший молодой актёр или актриса»                                      | Роман Гриффин Дэвис | Номинация     | [ 80 ]        |
| «Сатурн»                                                 | 26 октября 2021  | «Лучшая работа художника-постановщика»                                  | Ра Винсент | Номинация     | [ 80 ]        |
| «Сатурн»                                                 | 26 октября 2021  | «Лучший дизайн костюмов»                                                | Майес К. Рубео | Номинация     | [ 80 ]        |
| Премия Гильдии киноактёров США                           | 19 января 2020   | «Лучший актёрский состав в игровом кино»                                | Алфи Аллен, Роман Гриффин Дэвис, Скарлетт Йоханссон, Томасин Маккензи, Стивен Мерчант, Сэм Рокуэлл, Тайка Вайтити и Ребел Уилсон | Номинация     | [ 81 ]        |
| Премия Гильдии киноактёров США                           | 19 января 2020   | «Лучшая актриса второго плана»                                          | Скарлетт Йоханссон | Номинация     | [ 81 ]        |
| Премия Общества кинокритиков Сиэтла                      | 16 декабря 2019  | «Лучший молодой актёр или актриса»                                      | Томасин Маккензи | Победа        | [ 82 ]        |
| Премия Общества кинокритиков Сиэтла                      | 16 декабря 2019  | «Лучший молодой актёр или актриса»                                      | Роман Гриффин Дэвис | Номинация     | [ 82 ]        |
| Премия Общества композиторов и поэтов-песенников         | 7 января 2020    | «Лучшая оригинальная музыка к студийному фильму»                        | Майкл Джаккино | Номинация     | [ 83 ]        |
| Премия Ассоциации кинокритиков Сент-Луиса                | 15 декабря 2019  | «Лучший фильм»                                                          | «Кролик Джоджо» | Номинация     | [ 30 ] [ 84 ] |
| Премия Ассоциации кинокритиков Сент-Луиса                | 15 декабря 2019  | «Лучший комедийный фильм»                                               | «Кролик Джоджо» | Номинация     | [ 30 ] [ 84 ] |
| Премия Ассоциации кинокритиков Сент-Луиса                | 15 декабря 2019  | «Лучший режиссёр»                                                       | Тайка Вайтити | Номинация     | [ 30 ] [ 84 ] |
| Премия Ассоциации кинокритиков Сент-Луиса                | 15 декабря 2019  | «Лучшая актриса второго плана»                                          | Скарлетт Йоханссон | Номинация     | [ 30 ] [ 84 ] |
| Премия Ассоциации кинокритиков Сент-Луиса                | 15 декабря 2019  | «Лучший адаптированный сценарий»                                        | Тайка Вайтити | Второе место  | [ 30 ] [ 84 ] |
| Кинофестиваль в Торонто                                  | 15 сентября 2019 | «Приз зрительских симпатий»                                             | «Кролик Джоджо» | Победа        | [ 4 ]         |
| Премия Ассоциации кинокритиков Турции                    | 28 мая 2021      | «Лучший иностранный фильм»                                              | «Кролик Джоджо» | Девятое место | [ 85 ]        |
| Британский фестиваль еврейского кино                     | 25 января 2020   | «Премия Дорфмана за лучший фильм»                                       | «Кролик Джоджо» | Номинация     | [ 86 ]        |
| USC Scripter Awards                                      | 25 января 2020   | «Лучшая киноадаптация»                                                  | «Кролик Джоджо» (по мотивам романа «Птица в клетке» Кристин Лёненс)                                                              | Номинация     | [ 87 ]        |
| Премия Ассоциации кинокритиков Вашингтона                | 8 декабря 2019   | «Лучший адаптированный сценарий»                                        | Тайка Вайтити | Номинация     | [ 88 ]        |
| Премия Ассоциации кинокритиков Вашингтона                | 8 декабря 2019   | «Лучшая актриса второго плана»                                          | Скарлетт Йоханссон | Номинация     | [ 88 ]        |
| Премия Ассоциации кинокритиков Вашингтона                | 8 декабря 2019   | «Лучший молодой актёр или актриса»                                      | Томасин Маккензи | Номинация     | [ 88 ]        |
| Премия Ассоциации кинокритиков Вашингтона                | 8 декабря 2019   | «Лучший молодой актёр или актриса»                                      | Роман Гриффин Дэвис | Победа        | [ 88 ]        |
| Премия Ассоциации кинокритиков Вашингтона                | 8 декабря 2019   | «Лучшая работа художника-постановщика»                                  | Ра Винсент и Нора Сопкова | Номинация     | [ 88 ]        |
| Webby Awards                                             | 19 мая 2020      | «Социальные сети — телевидение и кино»                                  | Searchlight Pictures и Everybody at Once («Jojo Rabbit’s Close Friends»)                                                         | Номинация     | [ 89 ]        |
| Премия Гильдии сценаристов США                           | 1 февраля 2020   | «Лучший адаптированный сценарий»                                        | Тайка Вайтити | Победа        | [ 90 ]        |
| «Молодой актёр»                                          | 24 ноября 2020   | «Главный прорыв года»                                                   | Роман Гриффин Дэвис, Арчи Йейтс и Томасин Маккензи                                                                               | Победа        | [ 91 ]        |

## Комментарии
1. ↑  Изначально премьера «Кролика Джоджо» в Китае должна была состояться 12 февраля 2020 года, но релиз был отложен в связи с ограничениями, вызванными пандемией COVID-19[7]. Позднее фильм всё же вышел в ограниченный прокат на срок с 31 июля по 27 августа того же года[8].
2. 1 2 3  У данной премии нет одного конкретного лауреата, награда присуждается сразу нескольким фильмам.
3. ↑  Разделил награду с Гретой Гервиг (за сценарий к фильму «Маленькие женщины»).